# Хесус Моліна
Хесус Моліна (ісп. Jesús Molina, нар. 29 березня 1988, Ермосійо) — мексиканський футболіст, півзахисник клубу «Америка».
Насамперед відомий виступами за клуб «УАНЛ Тигрес», а також національну збірну Мексики.

## Клубна кар'єра
У дорослому футболі дебютував 2007 року виступами за команду клубу «УАНЛ Тигрес», в якій провів чотири сезони, взявши участь у 97 матчах чемпіонату.  Більшість часу, проведеного у складі «УАНЛ Тигрес», був основним гравцем команди.
До складу клубу «Америка» приєднався 2011 року. Наразі встиг відіграти за команду з Мехіко 76 матчів в національному чемпіонаті.

## Виступи за збірну
У 2010 році дебютував в офіційних матчах у складі національної збірної Мексики. Наразі провів у формі головної команди країни 7 матчів.
У складі збірної був учасником розіграшу Кубка Конфедерацій 2013 року у Бразилії.